# Jabok
Jabok je vyšší odborná škola, která vzdělává a připravuje pro praxi sociální pracovníky, asistenty pedagogů, pedagogy volného času, vychovatele a pastorační pracovníky v duchu osobností Jana Boska a Jana Amose Komenského. Sídlo školy je v Praze 2, Salmovská 1538/8.
Škola byla založena Salesiány Dona Boska a je členem Asociace vzdělavatelů v sociální práci. Absolventi školy mají možnost uplatnit se v sociální i školské oblasti podle příslušných zákonů, dále jako pastorační asistenti ve farnostech, sborech a dalších církevních zařízeních. Škola vyznává křesťanské hodnoty, ale studovat ji mohou všichni bez ohledu na příslušnost k církevnímu společenství. Jabok je ekumenicky otevřenou, katolickou školou.

## Historie školy
- 1993 – Zahájení výuky. Původní projekt vycházel ze vzdělávacího programu Malá teologie, který byl realizován tajně v době komunismu od roce 1979. Nový vzdělávací program, v němž na teologii navazovala výuka sociální práce a sociální pedagogiky, byl během dalších let postupně aktualizován a zkvalitňován. Dálkové studium původně pokračovalo v programu Malé teologie, později se začalo také více orientovat na sociální oblast.
- 1999 – Byla uzavřena smlouva o spolupráci s Evangelickou teologickou fakultou Univerzity Karlovy.
- 2004/2005 – dálkové studium nahrazeno kombinovanou formou bakalářského studia na ETF UK.
- 2006 – Na základě nového školského zákona byla změněna právní forma školy, namísto církevní právnické osoby se stala školskou právnickou osobou.
- 2007 – V rámci školy bylo založeno centrum dalšího vzdělávání, které poskytuuje kurzy dalšího vzdělávání pro pracovníky v sociálních službách a pro pedagogické pracovníky.
- 2013 – Kromě bakalářského studia lze opět studovat v kombinované formě také obor Sociální pedagogika a teologie (Jabok).
- 2023 – V rámci nové akreditace studijního oboru Sociální práce a sociální pedagogika vzniklo nové zaměření "interkulturní práce."[1]

## Studijní obory

### Obor vzdělání (VOŠ): 75-32-N/02 Sociální práce a sociální pedagogika
- Obor je výrazně zaměřen na praxi a zahrnuje tři hlavní oblasti: sociálněpedagogickou, filosoficko-teologickou a praktickou. Absolvent získává titul diplomovaný specialista (DiS.) v oboru sociální práce a sociální pedagogika. Studium je tříleté a je organizováno vysokoškolským způsobem.

- Na konci prvního ročníku si student volí ze tří zaměření: sociální práce, speciální pedagogika a interkulturní práce.[2][3]

## Katedry

### Katedra sociální práce
Vedoucí katedry je doc. PhDr. David Urban, Ph.D.

### Katedra filosofie a teologie
Vedoucí katedry je Mgr. Ing. Ondřej Fischer, M.A., Ph.D.
Katedra teologie a filosofie VOŠ Jabok zajišťuje výuku filosoficky zaměřených předmětů podle požadavků uvedených v minimálních standardech vzdělavatelů v sociální práci (ASVSP, Asociace vzdělavatelů v sociální práci) pro kvalifikaci sociální pracovník. Jejím posláním je prohlubovat kompetence studentů sociální a pastorační práce, a to prostřednictvím výuky filosofie, religionistiky, a především vybraných teologických oborů, které studentům umožní připravit se důsledněji na své povolání. Jde například o kritické myšlení, o porozumění názorové odlišnosti či jinakosti druhého a o porozumění vlastním postojovým východiskům, o sociální, etickou, kulturní a spirituální citlivost a schopnost zaujímat morálně hodnotné postoje.
Některé obory vyučované na katedře:
- etika sociální práce a profesní etika, úvod do filosofie a filosofická antropologie pro sociální práci (Ondřej Fischer)
- dějiny filosofického a teologického myšlení, filosofie výchovy se zaměřením na filosofii personalismu a J. A. Komenského a na její uplatnění v náboženské a etické výchově (Zuzana Svobodová)
- religionistika a současná religiozita (Ivan Štampach, Karel Spal)
- biblistika a její uplatnění například prostřednictvím inspirativního výkladu biblických textů, který umožňuje komplexnější pohled na životní situace související s profesní praxí (Ladislav Heryán)
- systematická teologie a teologie osvobození ve vztahu k sociální práci a jejímu lidskoprávnímu pojetí (Petr Jandejsek), hermeneutika a pravoslaví (Zdenko Širka)
- praktická teologie a pastorace se zaměřením na práci s mládeží a vězeňskou duchovní službu (Michael Martinek)
- teologická etika a lidská práva v pomáhajících profesích s uplatněním v etické a lidskoprávní výchově (René Milfait)

Kromě výuky studentů VOŠ Jabok a bakalářského oboru Pastorační a sociální práce ETF UK se vyučující katedry angažují v kvalifikačních a speciálních vzdělávacích kurzech pořádaných Centrem dalšího vzdělávání Jaboku (CDV) pro pracovníky v  pomáhajících či sociálněpedagogických a pedagogických profesích, dále přednášejí v jiných kurzech bakalářského (TKT) a navazujícího magisterského studia (Diakonika) na ETF UK. Významnou charakteristikou pracoviště je hodnotově a pedagogicky citlivý přístup k přednášeným tématům ve snaze, aby byla smysluplná a studentům srozumitelná, mnohdy navzdory jejich nefilosofickému, neteologickému či výrazně praktickému zaměření, a aby obohacovala jejich profesní i osobní praxi. Působení pracovníků katedry je spjato i s odbornou a publikační činností, s pořádáním konferencí a seminářů a s účastí na projektech či grantech.

### Katedra jazyků
Vedoucí katedry je Ing. Iveta Kaňková
Na VOŠ Jabok je jazyková výuka povinná ve všech třech ročnících. Studenti mohou studovat angličtinu nebo němčinu. Hodinová dotace je tři hodiny týdně  Posluchači jsou rozřazováni do skupinek po 10 až 15 podle stupně pokročilosti. Jazykové učebny jsou vybaveny audiovizuální technikou potřebnou k výuce.
V 1. ročníku se výuka zaměřuje na obecný jazyk a rozvíjení všech jazykových dovedností (gramatika, poslech, četba, konverzace). Ve 2. a 3. ročníku jsou systematicky probírány specializované učebnice pro sociální pracovníky English for Social Workers a Deutsch für Sozialpädagogen und Sozialarbeiter. Zmíněné učebnice byly zpracovány odborníky z VOŠ Jabok, jsou v našem oboru jediným a jedinečným zdrojem a v běžné distribuci nejsou dostupné. Studenti se rovněž seznámí se základy odborného jazyka z teologické oblasti. Zkouška z cizího jazyka je součástí absolutoria.
Katedra cizích jazyků vypisuje každý semestr také několik volitelných seminářů – konverzační, práce s cizojazyčnými texty, zahraniční exkurze, mezinárodní studentské konference a workshopy.
Každý student má možnost během studia absolvovat odbornou praxi v zahraničí – nejčastěji v Německu a ve Velké Británii.

### Katedra pedagogiky a psychologie
Vedoucí katedry je Mgr. Bc. Michal Pařízek, Ph.D.
Katedra pedagogiky a psychologie zaštiťuje široké spektrum předmětů od čistě teoretických po předměty orientované na konkrétní praktické oblasti, umělecké či pohybově zaměřené. Tyto předměty tvoří celek s předměty z ostatních kateder. Cílem interaktivnosti je vysoká akademická úroveň a posílení sociálních vazeb a měkkých dovedností.
Katedra pedagogiky a psychologie se zaměřuje na sociální pedagogiku, vývojovou a sociální psychologii, semináře zážitkové pedagogiky, volnočasové pedagogiky či osobnostně rozvojových disciplín. To je doplněno pestrou nabídkou výběrových seminářů, které reagují na potřeby studentů i společnosti.

### Katedra odborných praxí
Vedoucí katedry je Mgr. Tereza Najbrtová.
VOŠ Jabok jako řádný člen ASVSP (Asociace vzdělavatelů v sociální práci) naplňuje předepsané podmínky pro vzdělávání studentů v rámci svého studijního programu Sociální pedagogika a teologie a také ve studijním programu Sociální a pastorační práce, realizovaném pro Evangelickou teologickou fakultu UK. Odborná praxe je součástí studia, navazuje na teoretickou výuku a podílí se významně na profilu absolventa. Tvoří 30 % celkového rozsahu výuky. 

#### Formy praxe
- Odborná praxe informativní
- odborná praxe bloková specializační
- odborná praxe prázdninová
- odborná praxe průběžná
- odborná praxe bloková k absolutoriu (diplomní praxe).

Obsah a zaměření praxe při kombinovaném studiu oboru Sociální a pastorační práce odpovídá náplni praxe v denním studiu. Nároky na rozsah praxe zohledňují dosavadní zkušenosti i časové možnosti studentů.

## Centrum dalšího vzdělávání

### Vzdělávací kurzy
Koordinátorkou kurzů je Petra Adámková.
Škola Jabok je akreditována u MŠMT ČR jako zařízení pro další vzdělávání pedagogických pracovníků (DVPP) a u MPSV ČR jako zařízení pro další vzdělávání sociálních pracovníků a kvalifikační vzdělávání pracovníků v sociálních službách.
Kurzy Jaboku se obracejí na učitele, vychovatele, sociální pracovníky, pracovníky v sociálních službách, pastorační pracovníky a další zájemce.
Vzdělávání probíhá převážně v prostorách VOŠ Jabok v Praze 2 (tzv. kurzy na klíč přímo v organizacích).

## Knihovna Jabok
Jabok provozuje knihovnu zaregistrovanou jako veřejná knihovna v seznamu Ministerstva kultury. Kromě studentů školy může knihovnu využívat veřejnost, např. pracovníci v pomáhajících profesích, pedagogové dalších škol.
Knihovní fond tvoří přibližně 25 000 knih, časopisů a dalších dokumentů zaměřených na sociální práci, speciální pedagogiku, psychologii, pedagogiku, etiku, teologii a příbuzné obory. Informace o knihách jsou dostupné prostřednictvím veřejně přístupného katalogu. Knihovna nabízí přístup k zahraničním databázím a elektronickým zdrojům a také elektronické dokumenty upravené do formy přístupné čtenářům se zrakovým postižením. V prostorách knihovny jsou k dispozici počítače s internetem a WIFI připojení.

## Publikace školy, chronologicky
- KAPLÁNEK, Michal, MUCHOVÁ, Ludmila a KOČEROVÁ, Martina. Co je mládeži svaté?: spiritualita studentů gymnázií – kvalitativní studie. Praha: Vyšší odborná škola sociálně pedagogická a teologická Jabok, 2019. 158 s. ISBN 978-80-904681-3-9.
- ADÁMKOVÁ, Ivana, ed. et al. English for social services. [Praha]: Jabok – Vyšší odborná škola sociálně pedagogická a teologická, [2014?]. 272 s. ISBN 978-80-904681-2-2.
- JABOK – VYŠŠÍ ODBORNÁ ŠKOLA SOCIÁLNĚ PEDAGOGICKÁ A TEOLOGICKÁ. Jabok – více než škola!: 1992/1993 – 2012/2013. Praha: VOŠ Jabok, [2013]. 143 s. ISBN 978-80-260-4583-0.
- KAPLÁNEK, Michal, ed. Teologie a sociální práce: dvacet let dialogu. Praha: Pro Evangelickou teologickou fakultu UK vydal Jabok – Vyšší odborná škola sociálně pedagogická a teologická, 2013. 158 s. ISBN 978-80-904681-1-5.
- MILFAIT, René a BARTOŇ, Daniel. Lidská práva osob s postižením, nevyléčitelně nemocných a umírajících na pozadí nacistických sterilizací a programu „Euthanasie“. 2., rozš. vyd. Středokluky: Zdeněk Susa, 2013. 423 s. ISBN 978-80-86057-85-9. Dostupné také z: https://is.jabok.cz/do/JA10/954367/955291/Lidska_prava_osob_s_postizenim.pdf.
- FULA, Milan, ed., MARTINEK, Michael, ed. a BIEŃKOWSKA, Izabela, ed. Sociálně-výchovné kontexty práce s ohroženou mládeží: monografie příspěvků z mezinárodní vědecké konference. Praha: Jabok – Vyšší odborná škola sociálně pedagogická a teologická, 2012. 300 s. ISBN 978-80-904681-0-8.
- MAŠÁT, Vladimír. Vybrané postupy sociální práce se skupinou. Středokluky: Zdeněk Susa, 2012. 157 s. ISBN 978-80-86057-80-4.
- MILFAIT, René. Teologická etika v kontextu sociální a pastorační práce. Ve Středoklukách: Zdeněk Susa, 2012. 539 s. ISBN 978-80-86057-78-1. Dostupné také z: https://is.jabok.cz/do/JA10/954367/955291/Teologicka_etika.pdf
- SVOBODOVÁ, Zuzana et al. Důstojně a radostně: příspěvek k lidskoprávnímu, občanskému a etickému vzdělávání. Středokluky: Zdeněk Susa, 2012. 158 s. ISBN 978-80-86057-75-0.
- BAUER, Kateřina, ed., JANDEJSEK, Petr, ed. a NOBLE, Ivana, ed. Hledání Ježíšovy tváře: christologická čítanka. 2. vyd. [Praha]: Jabok, 2010. 159 s. ISBN 978-80-904137-9-5. (1. vyd. 2008. ISBN 978-80-904137-5-7.)
- FISCHER, Ondřej a kol. Etika pro sociální práci. 2. vyd. [Praha]: Jabok, ©2010. 223 s. ISBN 978-80-904137-8-8. (1. vyd. 2008. ISBN 978-80-904137-3-3.)
- FISCHER, Ondřej a kol. Úvod do filosofie pro pomáhající profese. [Praha]: Jabok, ©2010. 131 s. ISBN 978-80-904137-7-1.
- MARTINEK, Michael a kol. Praktická teologie pro sociální pracovníky. 2. vyd. [Praha]: Jabok, 2008 [i. e. 2010]. 175 s. ISBN 978-80-904137-6-4. (1. vyd. 2008. ISBN 978-80-904137-2-6.)
- BERNARD, Josef, ed. a KOUBKOVÁ, Jitka, ed. Deutsch für Sozialpädagogen und Sozialarbeiter. [Praha]: Jabok – Vyšší odborná škola sociálně pedagogická a teologická, [2008]. 190 s. ISBN 978-80-904137-1-9.
- ČIHÁNKOVÁ, Ivana, ed. English for social workers. [Praha]: Jabok – Vyšší odborná škola sociálně pedagogická a teologická, [2008]. 282 s. ISBN 978-80-904137-0-2.
- DOČKAL, Jan. Člověk v současném světě: Úvod do studia sociální práce. Praha: Jabok, 2007. 119 s.
- MARTINEK, Michael. Salesiánské dobrovolnictví v Mexiku. Praha: Jabok – Vyšší odborná škola sociálně pedagogická a teologická, 2007. 16 s.
- MARTINEK, Michael. Křesťané v zemi Indiánů: kulturní, sociální a náboženské protiklady Latinské Ameriky. Středokluky: Zdeněk Susa, 2007. 167 s., xvi s. barev. obr. příl. ISBN 978-80-86057-42-2.
- BRABENCOVÁ, Eva et al. Slovníček termínů z oblasti sociální práce: anglicko-český a česko-anglický. Praha: Jabok, 2006. 55 s.
- Práce s romskou mládeží: odborný seminář 23.–25. 11. 2001. Praha: Selesiánská provincie Praha a Jabok, 2002. 96 s.
- Slovníček termínů z oblasti sociální práce = Wörterbuch der Termini aus dem Bereich Sozialarbeit. Praha: JABOK – Vyšší sociálně pedagogická a teologická škola, 2001. 38 s.
- PURŠL, Ladislav, ed. Při brodu Jabok: sborník pro Mireiu Ryškovou. Praha: Centrum biblických studií, 2001. 213 s. ISBN 80-7172-768-7.
- KŘÍŽKOVÁ, Marie Rút a kol. Využití knihy pro práci s dětmi a mládeží. Praha: Vyšší sociálně pedagogická a teologická škola Jabok, 1994. 57 s.